# جاك كولباك
جاك كولباك (Jack Colback) (24 أكتوبر 1989 في نيوكاسل أبون تاين في المملكة المتحدة – ) هو لاعب كرة قدم سابق كان يلعب كلاعب وسط.

## وصلات خارجية
- جاك كولباك على موقع الاتحاد الأوربي (الإنجليزية)
- جاك كولباك على موقع قاعدة بيانات كرة القدم.إي يو (الإنجليزية)
- جاك كولباك على موقع Soccerbase.com (لاعب) (الإنجليزية)
- جاك كولباك على موقع Soccerway.com (الإنجليزية)
- جاك كولباك على موقع عالم كرة القدم.نت (الإنجليزية)
- جاك كولباك على موقع AS.com (الإسبانية)